# James Stopford (7. hrabia Courtown)
James Richard Neville Stopford OBE (ur. 16 września 1877, zm. 25 stycznia 1957), brytyjski arystokrata, najstarszy syn Jamesa Stopforda, 6. hrabiego Courtown, i Catherine Neville, córki 4. barona Braybrooke.
W latach 1900–1901 walczył podczas II wojny burskiej. Walczył również podczas I wojny światowej, gdzie został wymieniony w rozkazie dziennym. Od 1914 r. nosił tytuł wicehrabiego Stopford. W latach 1927–1928 był burmistrzem Aylesbury. Po śmierci ojca w 1933 r. odziedziczył tytuł hrabiego Courtown i zasiadł w Izbie Lordów. W latach 1941–1947 był kapitanem sztabowym w ministerstwie wojny. Był zastępcą Lorda Namiestnika hrabstwa Wexford i oficerem Orderu Imperium Brytyjskiego.
26 kwietnia 1905 r. w Trinity Church w Londynie poślubił Cicely Mary Birch (1885–1973), córkę Johna Bircha i Charlotte Stopford, córki majora George'a Stopforda. James i Cicely mieli razem trzech synów i cztery córki:
- Patricia Mary Stopford (1 lutego 1906 - 29 lipca 2000), żona Maurice'a Haywarda, miała dzieci
- James Montagu Burgoyne Stopford (24 listopada 1908 - 23 lipca 1975), 8. hrabia Courtown
- Rosemary Katharine Stopford (23 października 1911 - 16 listopada 1992)
- kapitan Edward Richard Barrington Stopford (5 lutego 1914–1990), ożenił się z Anne Henderson i Millicent Watt, miał dzieci z pierwszego małżeństwa
- Moyra Charlotte Stopford (ur. 7 września 1917), żona komandora-porucznika Davida Streatfeilda, ma dzieci
- Cecilia Norah Stopford (ur. 7 września 1917), żona komandora Thomasa Page'a, ma dzieci
- kapitan Terence Victor Stopford (3 października 1918 - 8 lutego 1998), dowódca HMS Manxman, adiutant morski królowej Elżbiety II, ożenił się z Sheilą Page, miał dzieci

Lord Courtown zmarł w 1957 r. Wszystkie jego tytuły odziedziczył jego najstarszy syn.